# Zélia Gattai
Zélia Gattai Amado (São Paulo, 2 de julio de 1916 — Salvador de Bahía, 17 de mayo de 2008) fue una escritora, fotógrafa y memorialista (como ella misma prefería denominarse) brasileña, habiendo sido además, una militante política durante casi toda a su larga vida, la cual compartió 56 años de matrimonio con, el también escritor, Jorge Amado.

## Primeros años
Hija dos inmigrantes italianos Angelina y Ernesto Gattai, fue la menor de cinco hermanos. Nació y residió durante toda su infancia en el barrio Paraíso de São Paulo. Participaba, junto con el resto de la familia, del movimiento político obrero anarquista, de influencia entre los inmigrantes italianos, españoles y portugueses, a comienzos del siglo XX. A los veinte años, se casó con Aldo Veiga. De ese matrimonio, que duró ocho años, tuvo un hijo, Luis Carlos, nacido en São Paulo, en 1942.

## La vida con Jorge Amado
Lectora entusiasta de Jorge Amado, Zélia Gattai lo conoció en 1945, cuando trabajaban juntos en el movimiento por la amnistía de los presos políticos. Se unieron como pareja pocos meses después. A partir de entonces, Zélia Gattai trabajó al lado del marido, pasando a limpio a máquina, los originales y ayudándolo en el proceso de revisión.
En 1946, con la elección de Jorge Amado para la Cámara de Diputados de Brasil, la pareja se mudó para Río de Janeiro, donde nació su hijo João Jorge, en 1947. Un año después, tras la ilegalización del Partido Comunista, Jorge Amado fue despojado de su mandato y la familia tuvo que marcharse al exilio.
Vivieron en París por tres años, período durante los cuales Zélia Gattai estudió cursos de civilización francesa, fonética e idioma francés en la Sorbonne. De 1950 a 1952, la familia vivió en Checoslovaquia, donde nació su hija Paloma. Durante esta época, en el exilio, Zélia comenzó a tomar fotografías, registrando en imágenes, de cada uno de los momentos importantes da vida del escritor baiano.
De regreso en Brasil, en 1963, se residieron en el barrio Rio Vermelho de Salvador de Bahía, donde Zélia estableció un laboratorio de fotografía y publicó una fotobiografía de Jorge Amado, que tituló, Reportagem incompleta.

## La escritora
A los 63 años de edad, comenzó a escribir sus memorias. De ellas, su libro más famoso, Anarquistas, gracias a Dios, al completar veinte años de la primera edición, ya contaba más 200 mil ejemplares vendidos en Brasil. Su obra está compuesta por nueve libros de memorias, tres libros infantiles, una fotobiografía y una novela. Algunos de sus libros fueron traducidos al español, francés, italiano, o alemán y ruso.
Anarquistas, graças a Deus fue adaptado para una miniserie por la Red Globo y el libro Um chapéu para viagem (Un sombrero para viaje) fue adaptado para el teatro.

## Premios e homenajes
Al lanzar su primer libro, Anarquistas graças a Deus, Zélia Gattai recibió el Premio Paulista de Revelación Literaria 1979. Al año siguiente, recibió el Premio de la Asociación de Prensa, el Premio McKeen y el Trofeo Dante Alighieri. 
"Baiana por merecimiento", Zélia Gattai recibió en 1984 el título de Ciudadana de la Ciudad de Salvador. En Francia, recibió el título de Ciudadana de Honor de la comuna de Mirabeau (Alpes-de-Haute-Provence) (1985]) y la Comenda des Arts et des Lettres, del gobierno francés (1998). Recibió además la orden del Mérito de Bahía, en el grado de comendadora (1994) y la del Infante Dom Henrique (Portugal, 1986). 
La Secretaría de Educación del estado de Bahía le concedió la Medalla Castro Alves, en 1987. En 1988, recibió el Trofeo Avon, del área cultural e y el Premio Destaque de Año 1988, por el libro Jardim de inverno. El texto de memorias Chão de meninos recibió el Premio Alejandro José Cabassa, de la Unión Brasileña de Escritores, en 1994.
En 2001, fue elegida como integrante de la Academia Brasileña de Letras, en la silla 23, anteriormente ocupada por Jorge Amado, la cual tuvo Machado de Assis como primer ocupante y a José de Alencar como patrono. En el mismo año, fue escogida para la Academia de Letras de Bahía y para la Academia Ilheense de Letras. La alcaldía de Taperoá (Bahía), dio el nombre de Zéli a su Fundación de Cultura e Turismo, también en 2001.

## Obra
- Anarquistas Graças a Deus, 1979 (memorias)
- Um Chapéu Para Viagem, 1982 (memorias)
- Pássaros Noturnos do Abaeté, 1983
- Senhora Dona do Baile, 1984 (memorias)
- Reportagem Incompleta], 1987 (memorias)
- Jardim de Inverno, 1988 (memorias)
- Pipistrelo das Mil Cores, 1989 (literatura infantil)
- O Segredo da Rua 18, 1991 (literatura infantil)
- Chão de Meninos, 1992 (memorias)
- Crônica de uma Namorada, 1995 (romance)
- A Casa do Rio Vermelho, 1999 (memorias)
- Cittá di Roma, 2000 (memorias)
- Jonas e a Sereia, 2000 (literatura infantil)
- Códigos de Família, 2001
- Um Baiano Romântico e Sensual, 2002
- Memorial do amor, 2004
- Vacina de sapo e outras lembranças, 2006[1]